# المشرفة (مذيخرة)

تعديل مصدري - تعديل

المشرفة محلة تابعة لقرية بني الورد، التابعة لعزلة بني الورد بمديرية مذيخرة إحدى مديريات محافظة إب في الجمهورية اليمنية، بلغ تعداد سكانها 87 حسب تعداد اليمن لعام 2004.